# Jana-Arka Airlines
Jana-Arka var ett kazakiskt flygbolag med sina huvudkvarter i Almaty. De flög med flygplansmodellen Tupolev Tu-154.  Jana-Arka Airlines lade dock ned år 2003, bara fem år efter att företaget bildades.